# Università di Greenwich
L'Università di Greenwich (in inglese: University of Greenwich) è un'università britannica pubblica con tre campus locati nel sud-est di Londra e nel nord del Kent. Il campus principale (Greenwich Campus) è situato presso la vecchia sede dell'Old Royal Naval College, a Greenwich. Il rettore è Garry Hart.